# Commercial Orbital Transportation Services

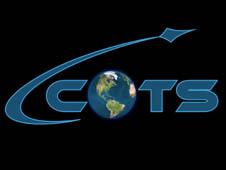
Logo programu COTS

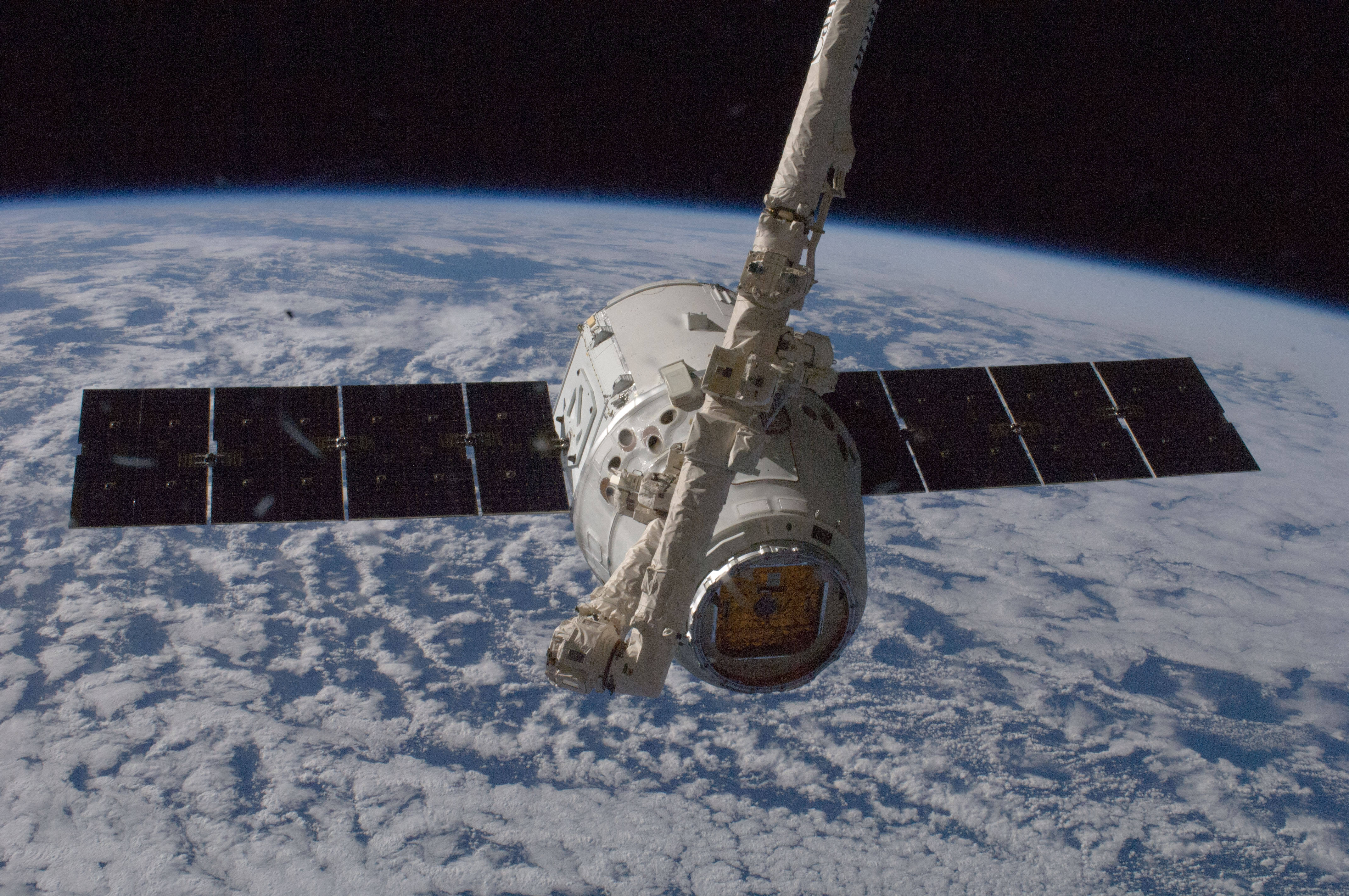
Statek zaopatrzeniowy Dragon podczas pierwszego kontraktowego lotu do ISS, 10 października 2012 r. został przechwycony przez manipulator Canadarm2, który przyłączył go do stacji

Commercial Orbital Transportation Services (Systemy Komercyjnego Transportu Orbitalnego), skr. COTS – program NASA utworzony w celu sfinansowania i koordynowania prac zmierzających do zapoczątkowania komercyjnych dostaw zaopatrzenia (cargo) na Międzynarodową Stację Kosmiczną (ISS).
W wyniku wycofania z eksploatacji w 2011 r. amerykańskich promów kosmicznych Space Shuttle, zaopatrzenie ISS odbywało się wyłącznie za pomocą zagranicznych środków transportu kosmicznego: rosyjskimi statkami Progress, a także europejskimi Automated Transfer Vehicle (ATV) i japońskimi H-II Transfer Vehicle (HTV). Program COTS ma na celu zmniejszenie uzależnienia się Stanów Zjednoczonych od zagranicznych partnerów ISS i ich środków transportu.
Program COTS został ogłoszony 18 stycznia 2006 r. Jeszcze w 2006 r. NASA ogłosiła, że zwycięzcami konkursu na dostawy towarów do ISS zostały firmy Rocketplane Limited oraz SpaceX. Gdy okazało się, że Rocketplane nie będzie w stanie wywiązać się z zadania, 19 lutego 2008 r. NASA ogłosiła, że w jej miejsce zwycięzcą konkursu jest firma Orbital Sciences Corporation.
23 grudnia 2008 r. NASA ogłosiła zawarcie kontraktów z przedsiębiorstwami SpaceX i Orbital Sciences Corporation na korzystanie w przyszłości z produkowanych przez nie w ramach kontraktu statków kosmicznych, odpowiednio Dragon i Cygnus, celem dostarczania towarów na ISS. Kwoty kontraktów za dostawę 20 ton towarów na ISS w okresie 2011–2015, wynoszą 1,6 mld USD dla SpaceX i 1,9 mld USD dla Orbital Sciences Corporation. Wartość końcowa obydwóch kontraktów może zostać zwiększona do kwot 3,1 mld USD.
W ramach tych kontraktów zrealizowano następujące prace:
- SpaceX – budowa kapsuły towarowej Dragon i jej rakiety nośnej Falcon 9 (12 lotów).
- Orbital Sciences Corporation – budowa kapsuły towarowej Cygnus i jej rakiety nośnej Antares (8 lotów).

Po serii lotów testowych, pierwszy kontraktowy lot w ramach programu Commercial Resupply Services, którego celem było sfinansowanie i koordynacja lotów zaopatrzeniowych na ISS, odbył się w dniach 8–28 października 2012 r. z udziałem statku Dragon.